# Tammy’s Always Dying
Tammy’s Always Dying ist eine Schwarze Filmkomödie von Amy Jo Johnson, die im September 2019 im Rahmen des Toronto International Film Festivals ihre Premiere feierte.

## Handlung
Am 29. eines jeden Monats, wenn die Sozialhilfe erschöpft ist, beginnt Catherine MacDonald von einem anderen Leben zu träumen. Als bei ihrer alkoholkranken Mutter Tammy Krebs im Endstadium diagnostiziert wird, muss Catherine für sie sorgen. Sie heuert die Talk-Show-Agentin Ilana Wiseman an, die ihr helfen soll, aus ihrer Lebensgeschichte Kapital zu schlagen.

## Produktion
Regie führte Amy Jo Johnson, das Drehbuch stammt von Joanne Sarazen.
In den Hauptrollen von Tammy MacDonald und ihrer Tochter Catherine sind Felicity Huffman und Anastasia Phillips zu sehen.
Die Dreharbeiten wurden im Dezember 2018 in Hamilton beendet. Als Kameramann fungierte Daniel Grant.
Der Film wurde am 5. September 2019 beim Toronto International Film Festival im Contemporary World Cinema Competition erstmals gezeigt.

## Auszeichnungen
Canadian Media Producers Association Awards 2019
- Nominierung für den Established Producer Award (Jessica Adams)[5]

Canadian Screen Awards 2021
- Nominierung als Beste Nebendarstellerin (Felicity Huffman)
- Nominierung für die Besten Frisuren[6]

Toronto International Film Festival 2019
- Nominierung als Bester kanadischer Spielfilm (Amy Jo Johnson)